# Janusz Berner
Janusz Berner (ur. 29 marca 1947 w Starych Juchach koło Ełku, zm. 13 marca 2005 w Łomży) – polski poeta.
Ukończył studia na Wydziale Humanistycznym (historia) Uniwersytetu Gdańskiego. W latach 1967–1976 pracował w Szkole Podstawowej w Rajgrodzie. Debiutował w 1969 roku na łamach białostockiego miesięcznika „Kontrasty”. Pracownik Urzędu Wojewódzkiego w Łomży. Spoczywa na Łomżynskim Cmentarzu.
Laureat konkursów: Wobec własnego czasu (Warszawa 1975), Konkurs Poetycki o Buławę Hetmańską (Białystok 1988).

## Twórczość
- W poszukiwaniu pulsu. Białystok: Wojewódzki Dom Kultury, 1973. Brak numerów stron w książce
- Gliniany płomień. Młodzieżowa Agencja Wydawnicza, 1981. ISBN 83-203-1294-9. Brak numerów stron w książce
- Mgnienia. Łomża: Stopka, 1989. Brak numerów stron w książce
- Po wieczerzy. Łomża: Miejski Dom Kultury - Dom Środowisk Twórczych, 1991. Brak numerów stron w książce
- Nie do ujrzenia. Lublin: Norbertinum, 1994. ISBN 83-85131-56-6. Brak numerów stron w książce
- Okruchy. Łomża: Kontakty, 1996. Brak numerów stron w książce
- Pejzaż w liściu. Rajgród: Towarzystwo Miłośników Rajgrodu, 1998. ISBN 83-904809-8-0. Brak numerów stron w książce